# Zamach w Londynie (czerwiec 2017)
Zamach w Londynie – akt terrorystyczny, który miał miejsce 3 czerwca 2017 na terenie mostu London Bridge w Londynie, a następnie był kontynuowany w pobliżu targu Borough Market. W ataku zginęło 11 osób, w tym trzech zamachowców. 

## Przebieg

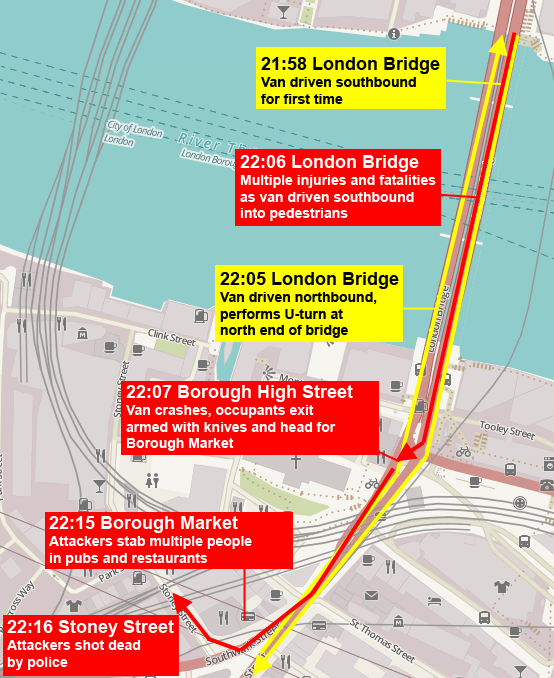
Miejsce zamachu

Około godziny 21:58 czasu londyńskiego w centrum miasta rozpędzony samochód dostawczy Renault Master wjechał w grupę pieszych na londyńskim moście London Bridge, po czym z samochodu wysiadło 3 zamachowców, którzy za pomocą noży zaatakowali przechodniów w pobliżu targu Borough Market.
W efekcie działań zamachowców śmierć poniosło 8 osób, a 48 zostało rannych, w tym wielu ciężko.
W kilka minut po otrzymaniu pierwszego zgłoszenia interweniująca policja zastrzeliła wszystkich trzech zamachowców. Podczas interwencji obrażenia odniosło dwóch policjantów.

## Śledztwo
W dzielnicy Barking policja przeprowadziła akcję, w wyniku której zatrzymała 12 osób mogących mieć związek z zamachem.
W cztery dni po zamachu w dzielnicy Londynu Ilford policja dokonała aresztowania trzech kolejnych mężczyzn w sprawie ataku.

## Zabici wg narodowości
| Państwo         | Liczba zabitych |
| --------------- | --------------- |
| Francja         | 3               |
| Australia       | 2               |
| Maroko          | 2               |
| Wielka Brytania | 2               |
| Hiszpania       | 1               |
| Kanada          | 1               |
| Razem           | 11              |